# Megachile deflexa
Megachile deflexa är en biart som beskrevs av Cresson 1878. Megachile deflexa ingår i släktet tapetserarbin, och familjen buksamlarbin. Inga underarter finns listade i Catalogue of Life.